# Fashion Street

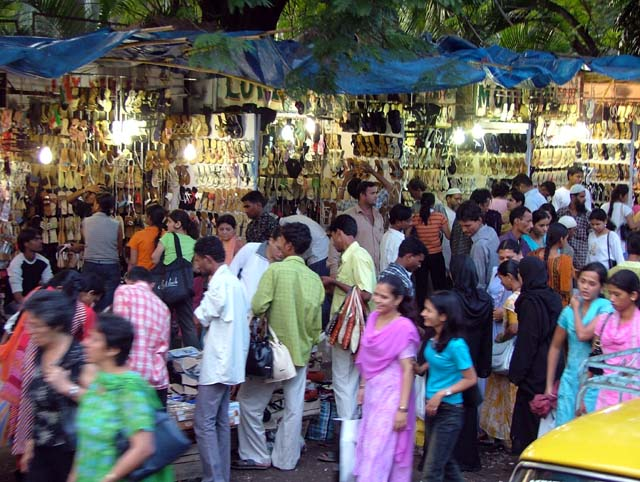

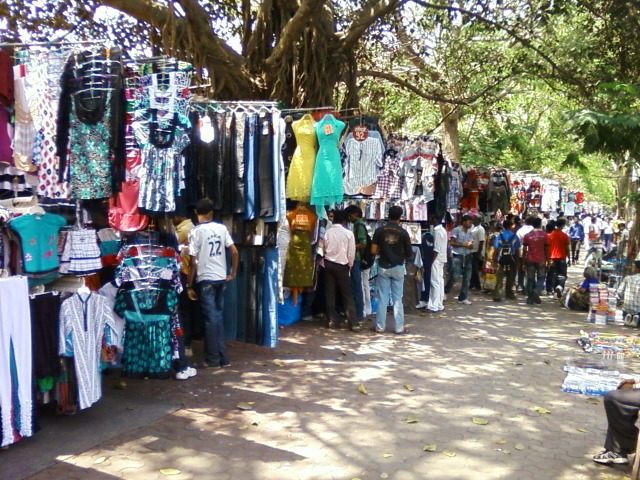

Fashion Street hace referencia a un conjunto de alrededor de 385 tiendas de ropa de moda a cada lado de la vía en MG Road, próximo a Azad Maidan, y se ubica de cara a Bombay Gymkhana, en el sur de Mumbai, India .
El mercado se sitúa exactamente frente al bloque de oficinas VSNL en la avenida Mahatma Gandhi (MG Road). Es un lugar turístico que goza de popularidad, y tiene fama por los negocios.
En el mes de enero del año 2011, y como participante de la unidad ecológica de BMC y unido a la Asociación de dueños de comercios de la Fashion Street, la feria de Fashion Street paralizó la utilización de bolsas plásticas y lo trocó por el uso de bolsas de papel, hechas por los participantes del taller de formación de la Asociación Nacional de Ciegos.